# Lawe Perbunga
Lawe Perbunga is een bestuurslaag in het regentschap Aceh Tenggara van de provincie Atjeh, Indonesië. Lawe Perbunga telt 552 inwoners (volkstelling 2010).